# ناحیه الداموس
ناحیه الداموس (به عربی: دائرة الداموس) یک ناحیه در الجزایر است که در استان تی‌پازه واقع شده‌است.